# Talp de Sado
El talp de Sado (Mogera tokudae) és una espècie de mamífer de la família dels tàlpids. És endèmic del Japó.